# Mesosymbion compactus
Mesosymbion compactus (лат.) — ископаемый вид коротконадкрылых жуков (Staphylinidae), единственный в составе рода Mesosymbion из подсемейства Aleocharinae (триба Mesoporini). Бирманский янтарь (99 млн лет, меловой период; северная Мьянма, штат Качин: Noije Bum mines, около Village в 105 км с.-з. Мьичина). Второй мезозойский представитель алеохарин и древнейший жук — социальный паразит, предположительно мирмекофильный или термитофильный.

## Описание
Мелкие коротконадкрылые жуки коричневого цвета, длина тела 1,04 мм. Форма тела каплевидная, широкая, слегка сплющенная, голова скрыта за передеспинкой (длина головы 0,11 мм, ширина 0,272 мм), мандибулы направлены назад, усики короткие и компактные, 11-члениковые. Тело покрыто микрощетинками. Максиллярные щупики 4-члениковые. Лапки всех пар ног 5-члениковые.
Вид был впервые описан в 2016 году японскими энтомологами Shûhei Yamamoto (Entomological Laboratory, Graduate School of Bioresource and Bioenvironmental Sciences, Университет Кюсю, Higashi-ku, Фукуока, Япония), Munetoshi Maruyama (музей Университета Кюсю, Фукуока) и их американским коллегой Joseph Parker (Колумбийский университет, Американский музей естественной истории, Нью-Йорк, США).
Ранее древнейшим представителем алеохарин был вид Cretodeinopsis aenigmatica Cai & Huang, 2015 из трибы Deinopsini (и также из мелового бирманского янтаря).
Новые данные позволяют заключить, что разделение трёх основных эволюционных линий подсемейства алеохарин (Gymnusini+Deinopsini, Trichopseniini+Mesoporini и высшие Aleocharinae) произошло в середине мелового периода. Значит мирмекофилия и термитофилия возникали в этом подсемействе несколько раз независимо друг от друга.